# Перуанско течение
Перуанското течение (наричано също Хумболтово течение) е студено течение в Тихия океан, клон на Западноветровото течение.
Температура на водата е около 15 – 20 С°. Скоростта достига около 0,9 km/h. Отток около 15 – 20 млн. m3/s. Посоката му е от юг на север, между 45 градуса и 4 градуса южна ширина, край западните брегове на Перу и Чили. В района около 4 градуса ю.ш. се отклонява на запад и се съединява с Южнопасатното течение.
Перуанското течение е високо продуктивна екосистема. Издигането на водата донася хранителни вещества към повърхността, с които се храни фитопланктона. Течението осигурява груби 18-20% от общия световен улов на морска риба. Видовете са основно пелагични: сардини, аншоа, сафриди. Периодично, издигащото се течение бива нарушавано, което донася със себе си големи социални и икономически щети на региона.
Перуанското течение има значително охлаждащо влияние върху климата на Чили, Перу и Еквадор. То представлява една от главните причини за сухотата на пустинята Атакама. Морският въздух се охлажда от течението и по този начин не позволява образуването на валежи (макар да се образуват облаци и мъгла).